# Canadian North
Canadian North es una aerolínea de propiedad exclusiva de los inuit con sede en Kanata, Ontario,  Canadá. Opera servicios de pasajeros programados a comunidades en los Territorios del Noroeste, Nunavik y Nunavut. Las puertas de enlace del sur incluyen Edmonton, Montreal y Ottawa. El eslogan de la empresa es "Fly the Arctic" que significa Vuela por el Ártico.

## Historia
La aerolínea se estableció en 1989 como una subsidiaria de Canadian Airlines International, para enfocarse en las necesidades de transporte de las comunidades del norte de Canadá. En septiembre de 1998, Canadian North fue comprada por Norterra, un holding de propiedad totalmente aborigen del Norte, y rebautizado como Air Norterra, cuya propiedad se dividió en partes iguales entre Inuvialuit Development Corporation, que representaba al pueblo Inuvialuit del Ártico canadiense occidental, y Nunasi Corporation, que representa al pueblo inuit de Nunavut.

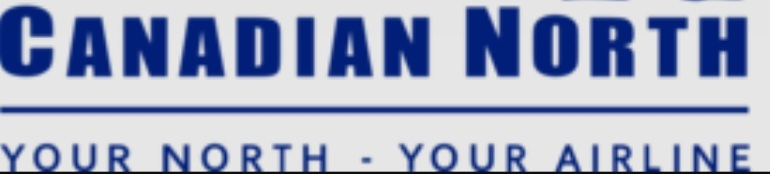
Logo usado por la aerolínea desde 2009 hasta 2019

Después de utilizar tres esquemas de librea diferentes, la aerolínea adoptó su logotipo final previo a la fusión en 2003. Su logotipo muestra tres de los símbolos distintivos del Norte: el oso polar, el sol de medianoche y la aurora boreal. El eslogan de Canadian North se cambió de "Su norte. Su aerolínea" a "seriamente del norte" (todo en minúsculas), con la publicidad modificada para reflejar diferentes aspectos de la empresa (servicio serio, entrega seria, etc.).
El 1 de abril de 2014, Inuvialuit Development Corporation (IDC), que representa a Inuvialuit de la región de asentamiento de Inuvialuit, compró el 50% de las acciones de NorTerra en poder de Nunasi. Esta compra de NorTerra otorgó a IDC el control total de Canadian North, Northern Transportation Company y otras empresas que eran de propiedad conjunta. El 11 de abril de 2014, Norterra y Makivik Corporation, propietarios de First Air, anunciaron que estaban en negociaciones para fusionar las dos aerolíneas. Según un sitio web creado el mismo día, la nueva aerolínea sería propiedad equitativa entre las dos empresas y "una fusión crearía un negocio más sólido y sostenible, brindaría un mejor servicio a los clientes y generaría nuevas oportunidades de desarrollo económico en todo el Norte. creen que las dos empresas complementarían los puntos fuertes de la otra ". [En octubre de 2014, se anunció que la fusión no se llevaría a cabo, pero Canadian North seguiría compartiendo código en algunos vuelos con First Air hasta el 16 de mayo de 2017.  El 23 de febrero de 2017, Inuvialuit Development Corporation (IDC) anunció que se habían concertado acuerdos para transferir la propiedad de Canadian North directamente a Inuvialuit Development Corporation.
El 28 de septiembre de 2018, Makivik Corporation y Inuvialuit Corporate Group (ICG) firmaron un acuerdo definitivo para fusionar Canadian North y First Air, nuevamente a la espera de la aprobación del gobierno. La nueva aerolínea utilizaría la nueva librea de First Air, pero operaría con el nombre "Canadian North".
El 19 de junio de 2019, el gobierno federal aprobó la fusión siempre que se cumplieran varios términos y condiciones. El 1 de noviembre de 2019, First Air y Canadian North completaron la fusión y combinaron los horarios en uno, usando el código 5T, eliminando el código 7F de First Air, así como el nombre, pero manteniendo la librea. Sin embargo, se espera que la integración total tarde entre 12 y 18 meses.
First Air y Canadian North ahora se han fusionado y vuelan bajo un solo AOC con la marca Canadian North.
A principios de 2021, los indicativos "First Air" y "Empress" se retiraron y la aerolínea combinada comenzó a operar como 5T / AKT, indicativo "Arctic". 
A partir del 1 de junio de 2021, las operaciones ahora están bajo el nombre de Canadian North con una nueva librea usada de First Air de 2017.
A partir del 18 de diciembre de 2021, las operaciones ahora se encuentran bajo el nombre de Canadian North con una nueva librea.

## Destinos

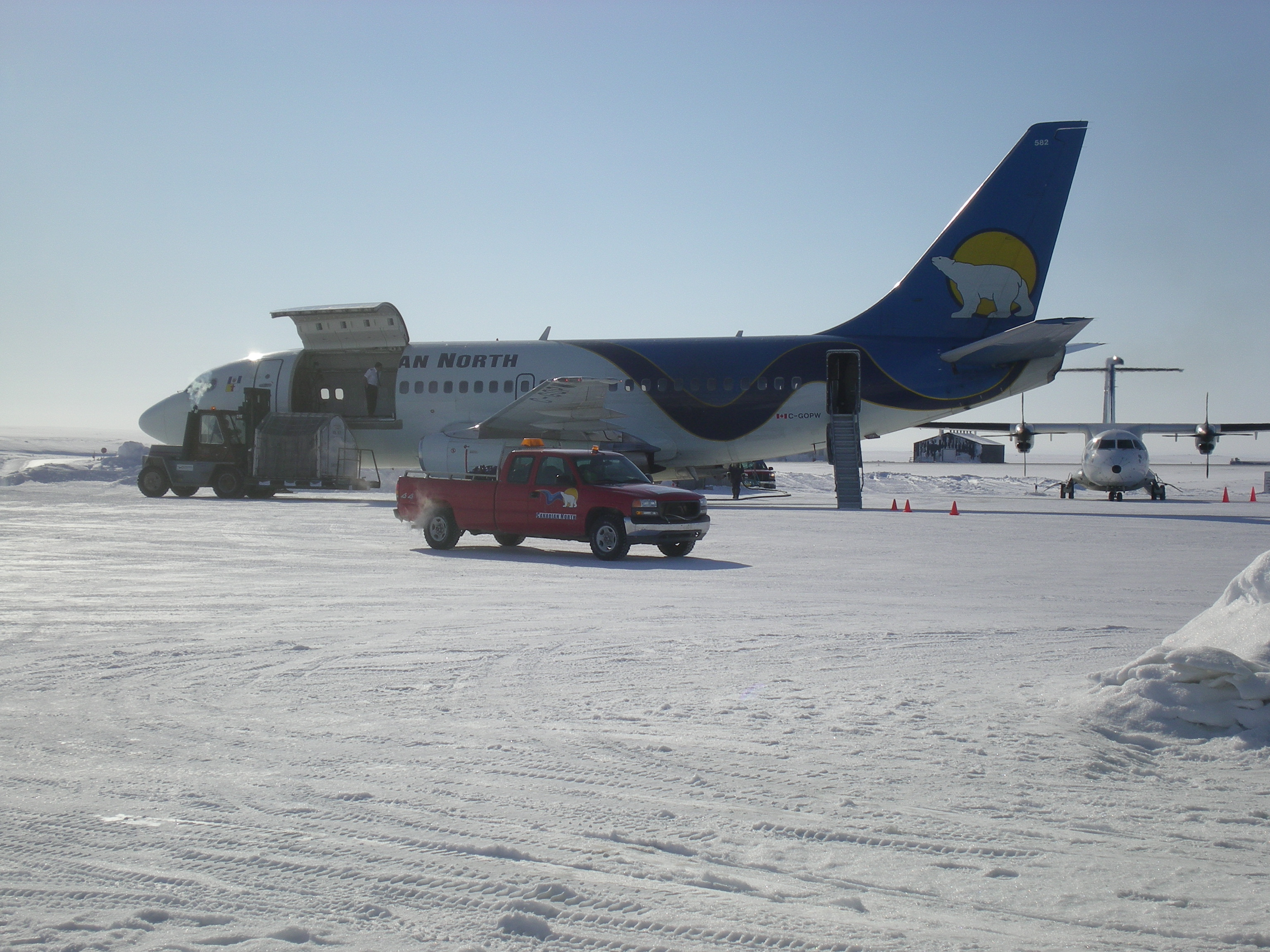
Unloading cargo desde Canadian North vuelo en el Aeropuerto de Cambridge Bay. El aeropuerto sirve como un hub de Canadian North. Antes de la fusión.

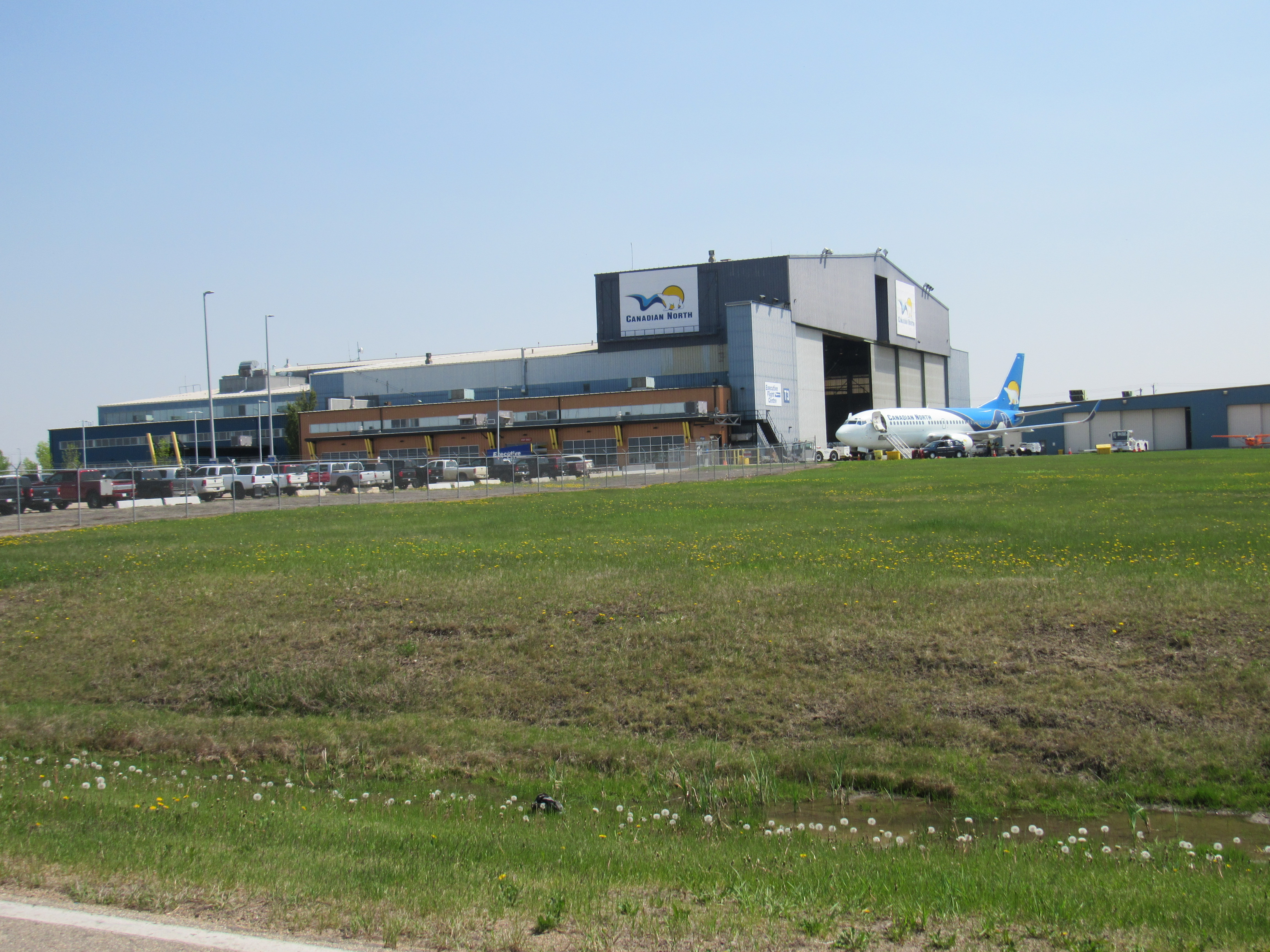
Hangar de Canadian North en el Aeropuerto Internacional de Edmonto

En noviembre de 2019, Canadian North tenía los siguientes 26 destinos nacionales programados. Algunos vuelos se operan como First Air:
| Provincia / Estado       | Ciudad        | Aeropuerto                                      | Notas      |
| ------------------------ | ------------- | ----------------------------------------------- | ---------- |
| Alberta                  | Edmonton      | Aeropuerto Internacional de Edmonton            | Puerta sur |
| Territorios del Noroeste | Fort Simpson  | Aeropuerto de Fort Simpson                      |            |
| Territorios del Noroeste | Hay River     | Aeropuerto de Hay River                         |            |
| Territorios del Noroeste | Inuvik        | Aeropuerto de Inuvik                            |            |
| Territorios del Noroeste | Norman Wells  | Aeropuerto de Norman Wells                      |            |
| Territorios del Noroeste | Yellowknife   | Aeropuerto de Yellowknife                       |            |
| Nunavik                  | Kuujjuaq      | Aeropuerto de Kuujjuaq                          |            |
| Nunavut                  | Arctic Bay    | Aeropuerto de Arctic Bay                        |            |
| Nunavut                  | Cambridge Bay | Aeropuerto de Cambridge Bay                     |            |
| Nunavut                  | Cape Dorset   | Aeropuerto de Cape Dorset                       |            |
| Nunavut                  | Clyde River   | Aeropuerto de Clyde River                       |            |
| Nunavut                  | Gjoa Haven    | Aeropuerto de Gjoa Haven                        |            |
| Nunavut                  | Hall Beach    | Aeropuerto de Hall Beach                        |            |
| Nunavut                  | Igloolik      | Aeropuerto de Igloolik                          |            |
| Nunavut                  | Iqaluit       | Aeropuerto de Iqaluit                           |            |
| Nunavut                  | Kimmirut      | Aeropuerto de Kimmirut                          |            |
| Nunavut                  | Kugaaruk      | Aeropuerto de Kugaaruk                          |            |
| Nunavut                  | Kugluktuk     | Aeropuerto de Kugluktuk                         |            |
| Nunavut                  | Pangnirtung   | Aeropuerto de Pangnirtung                       |            |
| Nunavut                  | Pond Inlet    | Aeropuerto de Pond Inlet                        |            |
| Nunavut                  | Qikiqtarjuaq  | Aeropuerto de Qikiqtarjuaq                      |            |
| Nunavut                  | Rankin Inlet  | Aeropuerto de Rankin Inlet                      |            |
| Nunavut                  | Resolute      | Aeropuerto de Resolute Bay                      |            |
| Nunavut                  | Taloyoak      | Aeropuerto de Taloyoak                          |            |
| Ontario                  | Ottawa        | Aeropuerto Internacional de Ottawa              | Puerta sur |
| Quebec                   | Montreal      | Aeropuerto Internacional Pierre Elliott Trudeau | Puerta sur |

### Vuelos chárter
Según Canadian North, ofrecen vuelos chárter a cualquier lugar, vuelos sin escalas en la parte continental de América del Norte y se mantiene los terminales de vuelos chárter en Calgary y Edmonton.

## Flota

### Flota actual
En marzo de 2024, la flota no está completamente fusionada y 26 aviones todavía están registrados en Bradley Air Services, operados como First Air, y 5 en Canadian North.

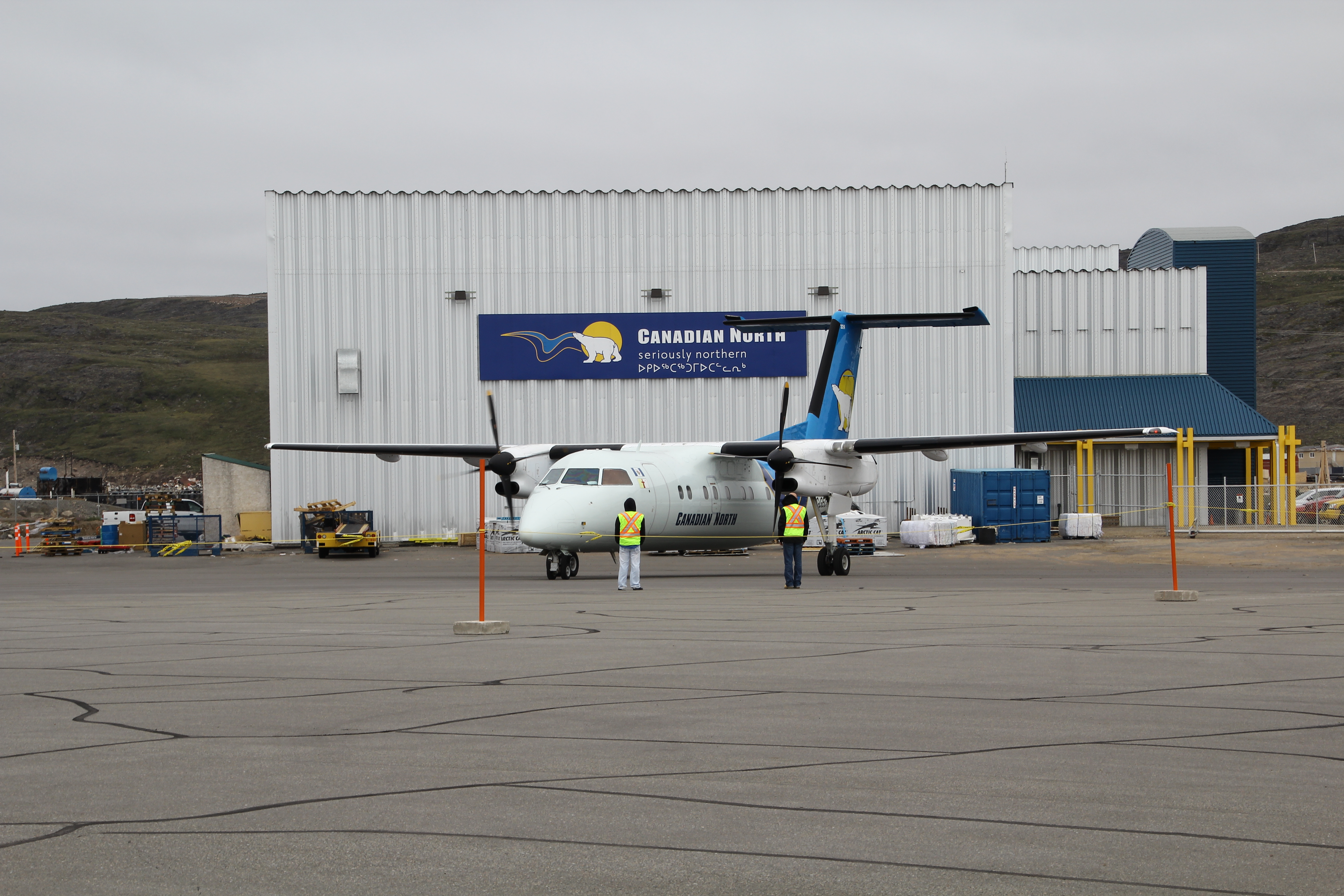
A Canadian North De Havilland Canada Dash 8 Series 100. Pre-merger livery.

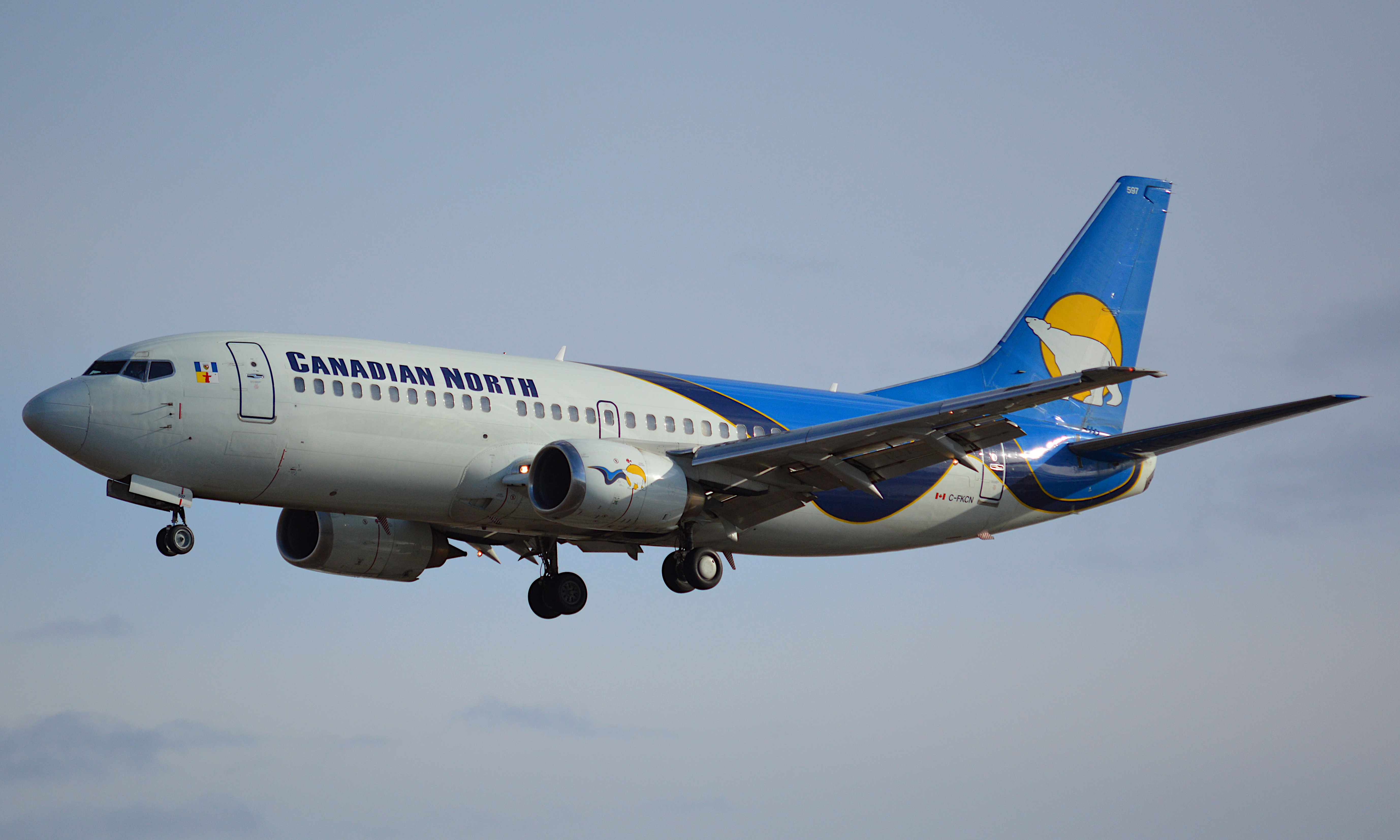
A Canadian North Boeing 737-300. Pre-merger livery.

| Aeronave        | En servicio | Pedidos | Configuración (pasajeros/carga)                    | Matrículas                                         | Antigüedad                                         | Notas                                                                        |
| --------------- | ----------- | ------- | -------------------------------------------------- | -------------------------------------------------- | -------------------------------------------------- | ---------------------------------------------------------------------------- |
| ATR 42          | 13          | —       | 42 o carga                                         | C-GHCP                                             | 34,9 años                                          | Preparados para aterrizar en grava y hielo.                                  |
| ATR 42          | 13          | —       | 42 o carga                                         | C-GSRR                                             | 34,9 años                                          | Preparados para aterrizar en grava y hielo.                                  |
| ATR 42          | 13          | —       | 42                                                 | C-GUNO                                             | 34,8 años                                          | Preparados para aterrizar en grava y hielo.                                  |
| ATR 42          | 13          | —       | 42 o carga                                         | C-FIQR                                             | 34,7 años                                          | Preparados para aterrizar en grava y hielo.                                  |
| ATR 42          | 13          | —       | 42 o carga                                         | C-FIQU                                             | 34,7 años                                          | Preparados para aterrizar en grava y hielo.                                  |
| ATR 42          | 13          | —       | 42                                                 | C-GULU                                             | 34,2 años                                          | Preparados para aterrizar en grava y hielo.                                  |
| ATR 42          | 13          | —       | 42                                                 | C-GKLB                                             | 31,1 años                                          | Preparados para aterrizar en grava y hielo.                                  |
| ATR 42          | 13          | —       | 42                                                 | C-FTIR                                             | 27,7 años                                          | Preparados para aterrizar en grava y hielo.                                  |
| ATR 42          | 13          | —       | 42                                                 | C-FTID                                             | 27,1 años                                          | Preparados para aterrizar en grava y hielo.                                  |
| ATR 42          | 13          | —       | 42                                                 | C-FTIZ                                             | 26,5 años                                          | Preparados para aterrizar en grava y hielo.                                  |
| ATR 42          | 13          | —       | 42                                                 | C-FTIK                                             | 24 años                                            | Preparados para aterrizar en grava y hielo.                                  |
| ATR 42          | 13          | —       | 42                                                 | C-FTIL                                             | 23,9 años                                          | Preparados para aterrizar en grava y hielo.                                  |
| ATR 42          | 13          | —       | 42                                                 | C-FTIQ                                             | 23,1 años                                          | Preparados para aterrizar en grava y hielo.                                  |
| ATR 72F         | 2           | —       | Carga                                              | C-FRQA                                             | 19,5 años                                          |                                                                              |
| ATR 72F         | 2           | —       | Carga                                              | C-FRQC                                             | 18,6 años                                          |                                                                              |
| Boeing 737-300C | 9           | —       | 136                                                | C-GCNZ                                             | 26,2 años                                          |                                                                              |
| Boeing 737-300C | 9           | —       | 136                                                | C-GCNU                                             | 27,2 años                                          |                                                                              |
| Boeing 737-300C | 9           | —       | 136                                                | C-FKCN                                             | 25,5 años                                          |                                                                              |
| Boeing 737-300C | 9           | —       | 136                                                | C-GICN                                             | 25,5 años                                          |                                                                              |
| Boeing 737-300C | 9           | —       | 136                                                | C-GCNK                                             | 25,4 años                                          |                                                                              |
| Boeing 737-300C | 9           | —       | 136                                                | C-GPNL                                             | 25,1 años                                          |                                                                              |
| Boeing 737-300C | 9           | —       | 136 o carga                                        | C-FGCN                                             | 24,8 años                                          | Versión QC (Quick Change), capaces de ser utilizados para carga o pasajeros. |
| Boeing 737-300C | 9           | —       | 136 o carga                                        | C-GZCN                                             | 24,6 años                                          | Versión QC (Quick Change), capaces de ser utilizados para carga o pasajeros. |
| Boeing 737-300C | 9           | —       | 136                                                | C-GZCN                                             | 24,5 años                                          |                                                                              |
| Boeing 737-400F | 4           | —       | 78 o carga                                         | C-FFNF                                             | 32,1 años                                          |                                                                              |
| Boeing 737-400F | 4           | —       | 156                                                | C-FFNM                                             | 32 años                                            |                                                                              |
| Boeing 737-400F | 4           | —       | Carga                                              | C-FFNC                                             | 29,7 años                                          |                                                                              |
| Boeing 737-400F | 4           | —       | 78 o carga                                         | C-FFNE                                             | 29,7 años                                          |                                                                              |
| Boeing 737-700  | 9           | —       | 141                                                | C-FHNF                                             | 21,7 años                                          |                                                                              |
| Boeing 737-700  | 9           | —       | 141                                                | C-FHNL                                             | 19,3 años                                          |                                                                              |
| Boeing 737-700  | 9           | —       | 138                                                | C-FHBO                                             | 18,8 años                                          |                                                                              |
| Boeing 737-700  | 9           | —       | 138                                                | C-FHNI                                             | 18,8 años                                          |                                                                              |
| Boeing 737-700  | 9           | —       | 141                                                | Pendientes de matricular                           | 16,9 años                                          |                                                                              |
| Boeing 737-700  | 9           | —       | 141                                                | Pendientes de matricular                           | 16,5 años                                          |                                                                              |
| Boeing 737-700  | 9           | —       | 140                                                | C-FHNN                                             | 16,1 años                                          |                                                                              |
| Boeing 737-700  | 9           | —       | 141                                                | C-FHCN                                             | 13,7 años                                          |                                                                              |
| Total           | 37          | —       | Edad media de la flota (marzo de 2024): 25,6 años. | Edad media de la flota (marzo de 2024): 25,6 años. | Edad media de la flota (marzo de 2024): 25,6 años. | Edad media de la flota (marzo de 2024): 25,6 años.                           |

### Flota histórica
Las aeronaves operadas anteriormente incluyen: